# Paradorn Srichaphan
Paradorn Srichaphan (thailändisch ภราดร ศรีชาพันธุ์, RTGS Pharadon Sichaphan, Aussprache: [pʰaraːdɔːn sǐːt͡ɕʰaːpʰan]; * 14. Juni 1979 in Bangkok) ist ein ehemaliger thailändischer Tennisspieler.

## Karriere
Paradorn begann im Alter von sechs Jahren mit dem Tennis. Unter dem Training seines Vaters Chanachai Srichaphan entwickelte er sich zu einem der besten Spieler seines Landes.
1998 schloss sich Paradorn dem Profizirkus an. In den ersten Jahren platzierte er sich in der Weltrangliste im hinteren Bereich der Top 100. Im Jahr 2000 nahm er an den Olympischen Spielen in Sydney teil, schied dort aber bereits in der zweiten Runde aus.
Mit seinem Überraschungssieg 2002 beim Tennisturnier von Wimbledon über Andre Agassi rückte Paradorn unter die 30 Besten der Weltrangliste vor. Im Jahr 2003 zählte er sogar kurzzeitig zu den Top Ten.
Paradorn wurde vom thailändischen Ministerpräsidenten Thaksin Shinawatra zum kulturellen Botschafter seines Landes ernannt. Bei den Olympischen Spielen 2004 in Athen führte er die thailändische Olympiamannschaft bei der Eröffnungsfeier als Fahnenträger an. Im Herreneinzel war er an Nummer 12 gesetzt, unterlag aber bereits in der ersten Runde dem Schweden Joachim Johansson in zwei Sätzen (2:6, 3:6).
2007 musste Paradorn an einer Sehnenscheidenentzündung, die er sich im Frühjahr bei einem Turnier in Miami zugezogen hatte, eine längere Pause einlegen. Erst am 30. September 2009 beim Turnier in Bangkok konnte er an der Seite von Danai Udomchoke im Doppel sein Comeback feiern. Sie unterlagen Michael Kohlmann und Alexander Peya mit 6:2, 1:6 und [6:10].
Im November 2007 heiratete Paradorn die kanadische Schönheitskönigin Natalie Glebova, die Miss Universe des Jahres 2005. Das Paar ließ sich 2011 wieder scheiden.
Im Juni 2010 beendete Paradorn aufgrund anhaltender Verletzungsprobleme seine Profikarriere. Zuvor hatte er sich bei einem Motorradunfall auch noch Brüche an beiden Händen zugezogen. Nach dem Ende seiner Karriere nahm er ein Studium der Politikwissenschaft an der Ramkhamhaeng-Universität, einer zulassungsfreien Fernuniversität, auf, das er 2011 abschloss. Er gründete zusammen mit seinem Bruder in seiner Heimatstadt Khon Kaen eine Tennisakademie. Außerdem engagierte er sich für verschiedene Geschäftsprojekte, unter anderem der Vermarktung von Unterwäsche und eines Potenzmittels auf natürlicher Basis. Bei der thailändischen Parlamentswahl 2011 trat er für die Chart-Pattana-Puea-Pandin-Partei an, die vom Präsidenten des thailändischen Tennisverbands LTAT, Suwat Liptapanlop, angeführt wurde.

## Erfolge
| Legende (Anzahl der Titel und Endspiele)         |
| Grand Slam                                       |
| Tennis Masters Cup                               |
| ATP Masters Series ATP World Tour Masters 1000   |
| ATP International Series Gold ATP World Tour 500 |
| ATP International Series ATP World Tour 250 (5)  |

### Einzel

#### Turniersiege
| Nr. | Datum            | Turnier         | Belag         | Finalgegner        | Ergebnis            |
| --- | ---------------- | --------------- | ------------- | ------------------ | ------------------- |
| 1.  | 25. August 2002  | Long Island (1) | Hartplatz     | Juan Ignacio Chela | 5:7, 6:2, 6:2       |
| 2.  | 27. Oktober 2002 | Stockholm       | Hartplatz (i) | Marcelo Ríos       | 6:72, 6:0, 6:3, 6:2 |
| 3.  | 25. August 2003  | Long Island (2) | Hartplatz     | James Blake        | 6:2, 6:4            |
| 4.  | 5. Januar 2003   | Chennai         | Hartplatz     | Karol Kučera       | 6:3, 6:1            |
| 5.  | 20. Juni 2004    | Nottingham      | Rasen         | Thomas Johansson   | 1:6, 7:6, 6:4       |

#### Finalteilnahmen
| Nr. | Datum            | Turnier      | Belag         | Finalgegner     | Ergebnis       |
| --- | ---------------- | ------------ | ------------- | --------------- | -------------- |
| 1.  | 5. Januar 2002   | Chennai (1)  | Hartplatz     | Guillermo Cañas | 4:6, 6:72      |
| 2.  | 12. August 2002  | Washington   | Hartplatz     | James Blake     | 6:1, 6:75, 4:6 |
| 3.  | 21. Juli 2003    | Indianapolis | Hartplatz     | Andy Roddick    | 6:7, 4:6       |
| 4.  | 5. Januar 2004   | Chennai (2)  | Hartplatz     | Carlos Moyá     | 4:6, 6:3, 6:75 |
| 5.  | 3. Januar 2005   | Chennai (3)  | Hartplatz     | Carlos Moyá     | 6:3, 4:6, 6:75 |
| 6.  | 10. Oktober 2005 | Stockholm    | Hartplatz (i) | James Blake     | 1:6, 6:76      |